# Diogene di Arras
Diogene di Arras (IV secolo – Arras, ...) è stato un vescovo romano.

## Biografia
Di origine greca, Diogene fu inviato in Gallia da Papa Siricio alla fine del IV secolo per evangelizzare il territorio del popolo degli Atrebati. Diogene fu consacrato vescovo da Nicasio di Reims, evangelizzò Artois e costruì la prima chiesa nella città di Arras. Subì il martirio durante l'invasione dei Vandali mentre pregava nella sua chiesa di Arras.
Viene considerato il primo vescovo della diocesi di Arras.
Diogene viene celebrato il 22 marzo.